# 이사벨 1세 (예루살렘)

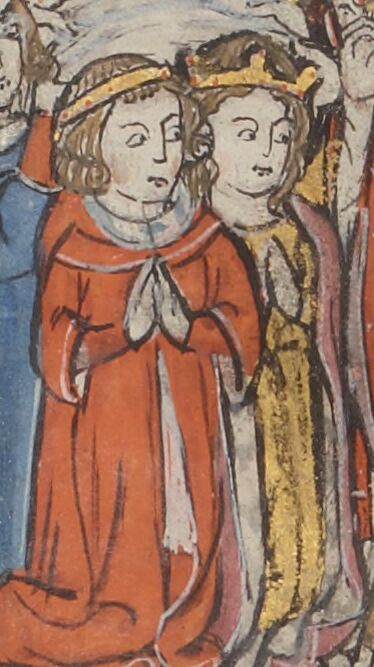
코라도(왼쪽, 이사벨의 두번째 남편)과 이사벨 여왕(오른쪽)의 결혼식

이사벨 1세(Isabelle Ire de Jérusalem, 1172년 ~ 1205년 4월 5일)는 1190년부터 사망할 때까지 예루살렘의 여왕이었다. 그녀는 아모리 1세와 아모리의 두 번째 아내 마리아 콤네네의 딸이다. 이사벨의 이복오빠 보두앵 4세는 그녀를 옹프루아 4세 드 토롱(Onfroy IV de Toron)과 약혼시켰다. 이사벨의 모후 마리아의 두 번째 남편인 발리앙 디블랭과 옹프루아의 새아버지 르노 드 샤티용는 예루살렘 왕국에서 영향력있는 남작이었다. 이사벨과 옹프루아의 결혼은 1183년 가을 케락성(قلعة الكرك)에서 거행되었다. 아이유브 술탄 살라딘은 결혼식 동안 요새를 포위했지만, 보두앵 4세는 그에게 포위망을 풀도록 강요했다.
나종형나병(Lepromatous leprosy)을 앓았던 보두앵 4세는 누나 시빌의 두 번째 남편인 기 드 뤼지냥가 왕위에 오르는 것을 막기 위해 그의 조카(첫 번째 남편 기욤 장검백(드 몽페라)(Guillaume de Montferrat, Longue Épée)과 시빌라의 외아들)인 보두앵 5세를 후계자이자 공동 통치자로 삼았다. 예루살렘 고등법원(Haute Cour of Jerusalem)은 서유럽 통치자로 구성된 위원회가 보두앵 5세가 다수에 도달하기 전에 사망할 경우 그의 뒤를 이을 시빌과 이사벨 중 하나를 선택할 권리가 있다고 규정했지만, 시빌과 기는 1185년 보두앵 5세가 사망한 직후 왕위에 올랐다. 기의 반대자들은 이사벨과 그녀의 남편을 그와 대결시키려고 했지만 옹프루아는 왕족 부부에게 경의를 표했다.

## 같이 보기
- 제3차 십자군